# Економіка Грузії
Грузія — промислово-аграрна країна, що розвивається. Основні галузі промисловості: сталеливарна, авіаційна, машинобудівна, електромоторна, текстильна, хімічна, винна. Транспорт: залізничний, автомобільний, морський, трубопровідний. Головні морські порти: Батумі, Поті. Головний аеропорт країни — Тбілісі. Завдяки географічному положенню між Європейською Росією і Азією територія Грузії має важливе транзитне значення, особливо для виходу сусідніх Азербайджану і Вірменії до Чорного моря.

## Історія
До кінця 1980-х років в Грузії склалися і успішно працювали такі галузі промисловості, як гідроенергетика, видобуток вугілля, марганцю і міді, чорна металургія (виробництво феросплавів, чавуну і сталі), машинобудування (верстатобудування, приладобудування, випуск вантажівок, електровозів, морських суден), нафтопереробка, виробництво будівельних матеріалів (цементу, шиферу, блоків), хімічна (виробництво мінеральних добрив і хімічного волокна) і текстильна (шовкова, шерстяна, бавовняна). Розвивалися харчова і текстильна промисловість. У 1990 р. республіка виробила 0,2 % всієї світової промислової продукції, приблизно стільки ж, скільки Норвегія. Промисловість давала понад 40 % національного доходу країни. В період 1990-х рр. перехід на ринкову економіку супроводжувався економічною кризою. У 1992 виробництво загалом скоротилося на 40 % (в промисловості на 48 %, в сільському господарстві — на 32 %).
З 1995 року спостерігається позитивна тенденція виводу економіку з стану кризи. Зростання ВВП в 1996 досягло 14 % (в 1995 — 2,4 %). Було зареєстровано понад 30 тис. приватних підприємств. Загальна чисельність зайнятих в 1996 оцінювалася в 2,2 млн чол. (в промисловості і будівництві — 31 %, сільському і лісовому господарстві — 25 %, інших галузях — 44 %). У 1997 економічне зростання стимулювало розвиток дрібних і середніх приватних підприємств, які активно функціонували в сфері послуг, на транспорті, в будівництві і харчовій промисловості. Приватний сектор забезпечував понад 50 % ВВП. У його структурі 38,8 % складала частка сільського господарства, 12 % — промисловості, 39,1 % — послуг. Прискорилися темпи приватизації. У 1990-х рр. Грузія отримувала велику фінансову і гуманітарну допомогу від міжнародних організацій і країн-донорів.

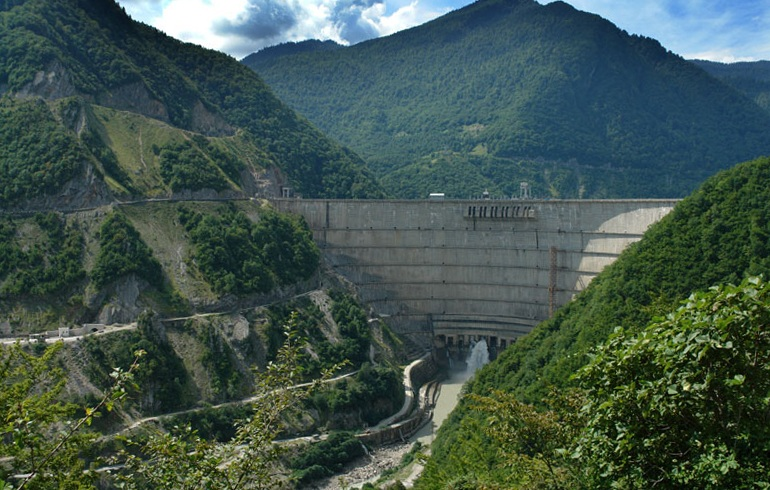
Інгурська ГЕС, яка виробляє 46 % електроенергії Грузії

За даними [Index of Economic Freedom, The Heritage Foundation, U.S.A. 2001]: ВВП — $ 3,8 млрд. Темп зростання ВВП — 2,9 %. ВВП на душу населення — $703. Прямі закордонні інвестиції — $ 152,5 млн. Імпорт — $ 1,6 млрд (г.ч. країни ЄС — 28,4 %; Росія — 20,0 %; Азербайджан — 12,3 %; Туреччина — 11,9 %; США — 7,4 %). Експорт — $ 799 млн (г.ч. Росія — 28,4 %; країни ЄС — 18,8 %; Туреччина — 12,6 %; Азербайджан — 9,6 %; Вірменія — 9,5 %).
Найбільший банк країни — TBC Bank.

## Виробничий сектор
Майже все промислове виробництво Грузії сконцентроване у рівнинних районах країни. Більше ніж половина підприємств розташовані в містах Тбілісі, Руставі і Кутаїсі. Найвищий рівень економічного розвитку в східно-центральному регіоні (Тбілісі-Руставі), за ним ідуть західно-центральний регіон (Кутаїсі-Зестафоні), Абхазія, Південна Осетія і південні райони.
Важка промисловість включає виробництво сталі, залізничних локомотивів, вантажних автомобілів, суден і сільськогосподарських машин. Металургія, яка представлена Руставським металургійним заводом, виробляє труби і прокат для нафтової та автомобільної промисловості, а також для заводів, що виробляють залізничні локомотиви, судна і сільськогосподарські машини. Металургійне виробництво значною мірою залежить від поставок коксу і залізної руди з Росії, країн СНД.
Гідроенергетичний потенціал Грузії оцінюється у 88,5 млрд КВт/год за рік і перевищує сумарний гідроенергетичний потенціал Великої Британії, Швейцарії та ФРН. На початку XXI ст. використовується менше 10 % цього потенціалу і виробляється майже 50 % всієї електроенергії в країні. В Грузії діють 72 електростанції, 64 з яких — ГЕС. Вони задовольняють 3/4 попиту на електроенергію.
На 2006 рік обсяг державного зовнішнього боргу і взятих під державні гарантії кредитів перевищив 1 млрд 688 млн доларів США. Грузія заборгувала 15 країнам 497 млн 918 тис. доларів